# Laudatio funebris

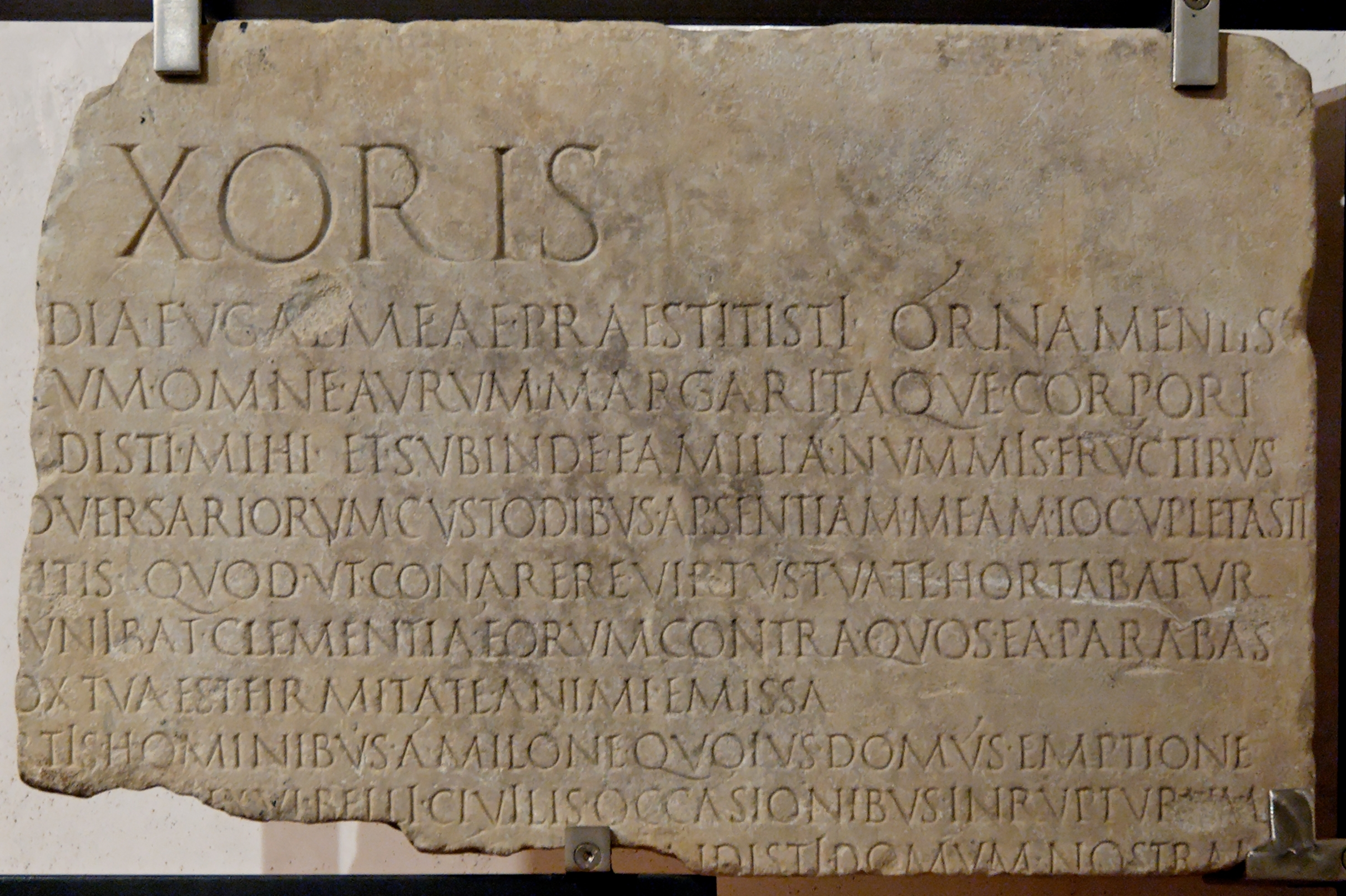
Laudatio Turiae

Die Laudatio funebris war in der römischen Antike eine Leichenrede auf einen adeligen Römer, die meistens am Forum (pro rostris), seltener am Scheiterhaufen bzw. Grab (ad sepulchrum) vom Sohn oder einem befähigten Verwandten bzw. beim Staatsbegräbnis von einer Persönlichkeit des öffentlichen Lebens gehalten wurde. Die Reden wurden in der Regel schriftlich aufgezeichnet und in den Familienarchiven verwahrt. Sie galten nicht nur den Verdiensten und Tugenden des Verstorbenen, sondern auch der Mehrung des Ruhms seiner Vorfahren und der Familie (gens), weshalb sie auch in der Öffentlichkeit verbreitet wurden.
Formal blieb die laudatio funebris bis zur Mitte des 2. Jahrhunderts v. Chr. von rhetorischen Stilmitteln und rhetorischer Theorie weitgehend unbeeinflusst, in klassischer Zeit wurden zunehmend rhetorische Mittel übernommen und die Struktur rhetorischen Konventionen angepasst. In der christlichen Spätantike schließlich wird Trost und Vermittlung von Heilsgewissheit (consolatio) wesentliches Element, etwa bei Ambrosius von Mailand.
Das bekannteste Beispiel einer überlieferten laudatio funebris dürfte die Laudatio Turiae („Lob der Turia“) sein, eine römische Inschrift aus augusteischer Zeit.
In Kontexten, in denen man sich in römisch-lateinischer Tradition sieht, zum Beispiel beim Tod von Humanisten oder Altphilologen, wird der Nekrolog gelegentlich auch als laudatio funebris bezeichnet.